# Хук (бокс)
Хук (англ. hook) — классический фланговый удар из традиционного бокса. «Хук» в переводе с английского означает «крюк», что совпадает с традиционным русским названием этого удара. Однако в настоящее время чаще используется англоязычное название.

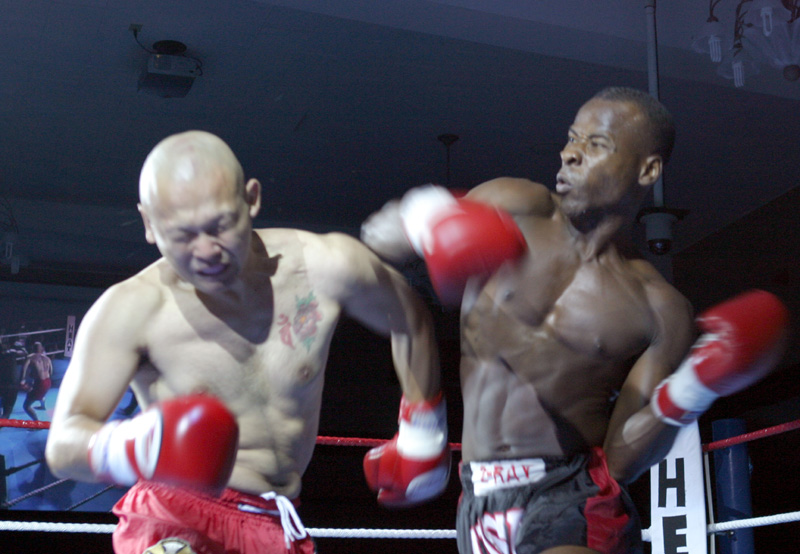

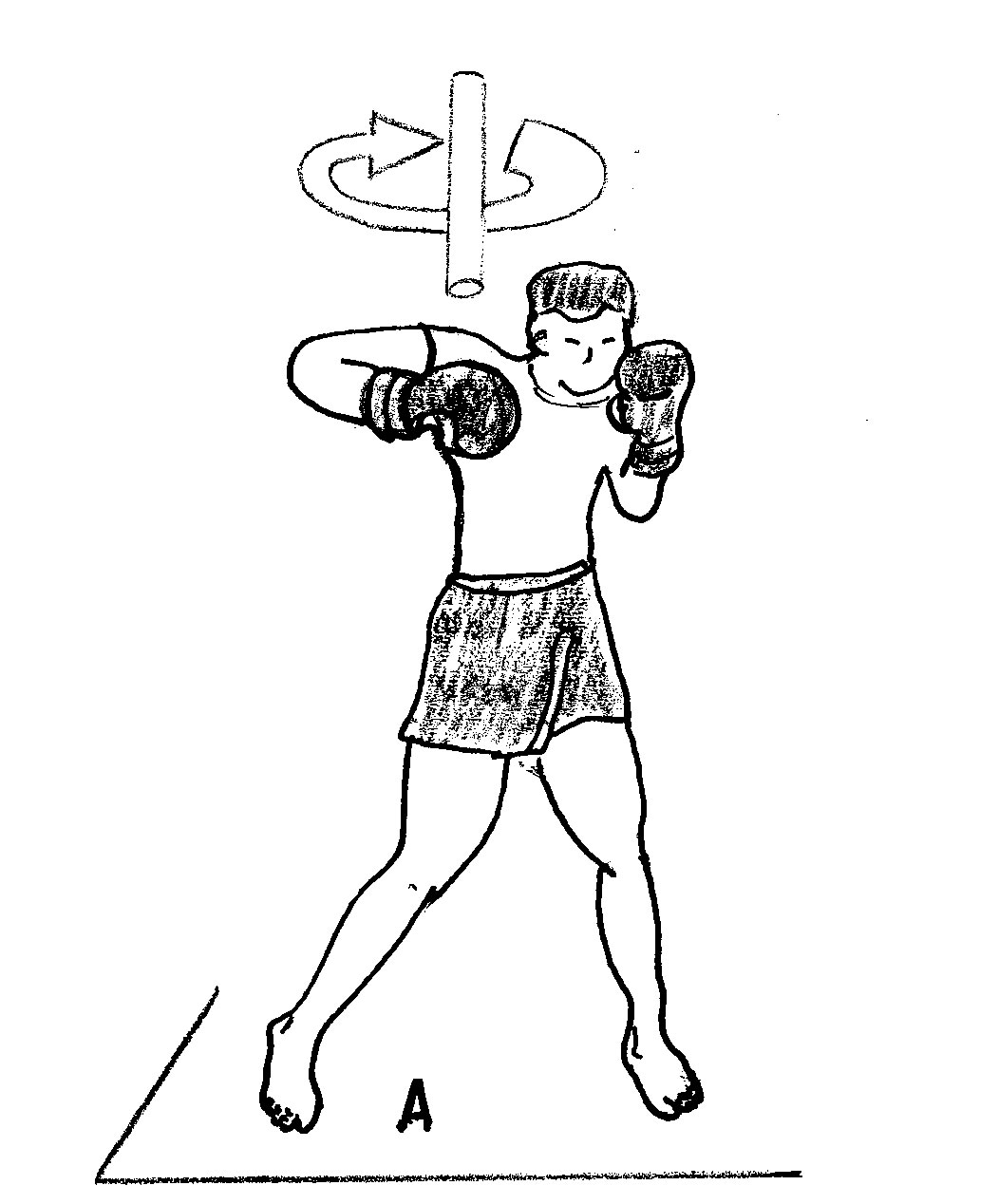
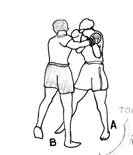
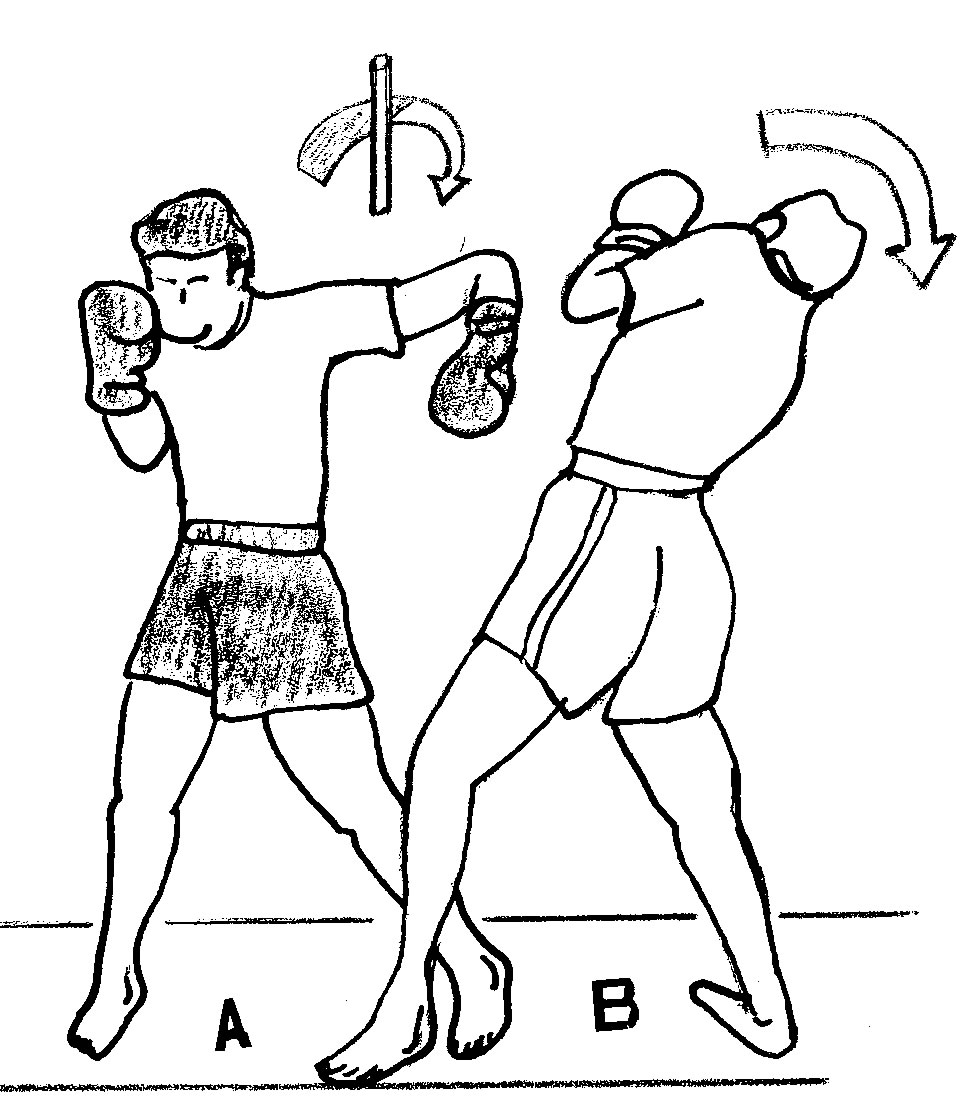

Хук — боковой удар. Наносится согнутой в локте рукой на средней и ближней дистанциях. Обычно выполняется в челюсть, но может быть выполнен по корпусу, особенно в печень. Наносится как с передней, так и с задней руки. Сила удара создаётся в основном поворотом корпуса и переносом центра тяжести.
Хук является опасным, нокаутирующим ударом. Он не требует замаха, наносится с близкой дистанции и, благодаря повороту корпуса, чрезвычайно силён. Хук может быть нанесён как ближней к противнику рукой, так и дальней. Особый интерес представляет хук с ближней руки. То есть левый хук в силу того, что в основной массе люди всё-таки правши и стоят в бою, держа правую руку позади, а левую спереди. Левая рука ближе к оппоненту и вроде бы слабее, но при грамотном замахе корпусом, завуалированном под удар правой бьёт сбоку ничуть не слабее правой. Это доказывают сотни нокаутов, которые сотворили левым хуком Рамон Деккерс (тайский бокс), Томми Моррисон (бокс), Энди Сойер (шутфайтинг, К1), Майк Тайсон, Геннадий Головкин (бокс), Михалис Замбидис (кикбоксинг, К1). Также его удобно выполнять на скачке, как делали это Дэвид Туа и Майк Тайсон. Удар на скачке очень мощный и при правильно выбранном моменте атаки может легко сбить с ног. Сила бокового удара — это в основном сила вращения корпуса вокруг своей оси, скоординированная с вращением бёдер; конечно же, корень этой силы в ногах. Можно наносить левый хук только за счёт поворота корпуса или за счёт корпуса и бёдер, но только хороший толчок опорной ступнёй, который реализуется разгибанием ног (если удар наносится на подъёме) или их сгибанием (если удар наносится приседая) с последующей передачей импульса от коленей бёдрам и так далее по всей кинематической цепочке до самого кулака (его костяшек) даст действительно сильный хук. Секрет нокаутирующего левого хука в голову заключается в двух факторах:
- согласованное мощное и резкое движение удара с чётким приходом ударной поверхности кулака на цель и оптимально под прямым углом к цели;
- точность попадания в уязвимое место головы (угол челюсти, висок, точку за ухом, затылок).